# David McCray
David McCray (* 6. November 1986 in Speyer) ist ein deutscher Basketballtrainer und ehemaliger -spieler. In der Basketball-Bundesliga spielte er für Karlsruhe, Ludwigsburg, Bonn sowie Quakenbrück und stand in insgesamt 423 Partien der höchsten deutschen Spielklasse auf dem Feld. Er kam während seiner Laufbahn zudem in den europäischen Vereinswettbewerben Champions League und EuroChallenge zum Einsatz.

## Leben

### Spieler
McCray, dessen Vater US-Amerikaner und dessen Mutter Deutsche ist, begann seine Basketballkarriere in seiner Heimatstadt beim TSV Speyer, bevor er zur BG Karlsruhe in die erste Liga wechselte. Bei der BG gab der Aufbauspieler am 26. Dezember 2004 sein Bundesligadebüt gegen Braunschweig. Nach dem Abstieg der BG Karlsruhe aus der Basketball-Bundesliga 2007 wechselte McCray zu EnBW Ludwigsburg. Er erhielt eine Doppellizenz und lief in der Saison 2007/08 neben seinen Einsätzen in Ludwigsburg auch in der 2. Basketball-Bundesliga Pro B für die VfL Kirchheim Knights auf. Mit Kirchheim gelang McCray der Aufstieg in die 2. Bundesliga Pro A. Ab der Saison 2008/09 spielte er ausschließlich in der Bundesliga. Nach vier Jahren mit wechselhaften Statistiken entschloss sich McCray zur Saison 2012/13, den Verein zu verlassen und innerhalb der Bundesliga zu wechseln. Er unterschrieb einen Vertrag über zwei Jahre bei den Telekom Baskets Bonn. Nach Ablauf seines Vertrages verließ McCray Bonn und unterzeichnete einen Vertrag bei einem anderen Bundesligisten, den Artland Dragons aus Quakenbrück. Nach Ablauf der Saison 2014/15 stellten die Artland Dragons überraschend ihren Bundesliga-Spielbetrieb ein und auch McCray wurde aus seinem Vertrag entlassen. Er wechselte daraufhin zurück nach Ludwigsburg, wo er bis zum Ende seiner Leistungssportlaufbahn im 2019 spielte. In Ludwigsburg war er Mannschaftskapitän und Liebling der Anhängerschaft. Die Ludwigsburger Mannschaft entschloss sich, die von McCray getragene Rückennummer 4 nicht mehr zu vergeben, um den gebürtigen Speyerer auf diese Weise zu ehren. Den besten Punktwert seiner Bundesligazeit erzielte McCray, der insbesondere für seine Stärken in der Verteidigung bekannt war, im Lauf des Spieljahres 2012/13, als er für Bonn im Schnitt 7,4 Punkte je Begegnung erzielte.
McCray war in der Jugend Auswahlspieler des Deutschen Basketball Bundes, darüber hinaus bestritt er Länderspiele für die A2-Nationalmannschaft und nahm 2009 an der Sommeruniversiade in Belgrad teil.

### Trainer
Im Sommer 2016, also bereits während seiner Spielerzeit, legte er die Prüfungen zum Erhalt des B-Trainerscheins ab. Nach dem Ende seiner Profikarriere im Jahr 2019 wurde er als Co-Trainer Mitglied des Ludwigsburger Bundesligastabes und war fortan insbesondere für das Athletiktraining zuständig und übernahm zudem Aufgaben im Jugendbereich. Im Sommer 2020 wurde er zum Cheftrainer der Ludwigsburger Mannschaft in der Nachwuchs-Basketball-Bundesliga befördert, betreute ebenfalls die Regionalliga-Mannschaft und blieb darüber hinaus Co-Trainer des Bundesligakaders. Im Sommer 2021 absolvierte er erfolgreich die Prüfung für den Erhalt der Trainer A-Lizenz. In der Saison 2021/22 wurde er von der Nachwuchs-Basketball-Bundesliga als Trainer des Jahres ausgezeichnet. Die Aufgabenbereiche NBBL und Regionalliga gab er nach der Saison 2021/22 ab und widmete sich ganz seiner Tätigkeit als Co-Trainer in der Bundesliga. McCray war bis zum Ende der Saison 2023/24 Co-Trainer in Ludwigsburg.
Ende Mai 2024 verkündete Bundesliga-Absteiger Crailsheim seine Verpflichtung als Cheftrainer.

## Erfolge und Auszeichnungen

### Als Spieler
- 2007/08: Aufstieg in die Pro A mit den Kirchheim Knights
- 2008 Vizepokalsieger mit EnBW Ludwigsburg
- U18-Nationalspieler
- U20-Nationalspieler
- A2-Nationalspieler
- Pro B – Nachwuchsspieler des Monats Dezember (2007)[16]
- Pro B – Zweiter Rang bei Wahl zum Nachwuchsspieler der Saison (hinter Elias Harris)[17]
- 400. Bundesliga-Spiel (3. Oktober 2018)

### Als Trainer
- NBBL-Trainer des Jahres 2021/22

## Persönliches
Sein Bruder Daniel war Nationalspieler im American Football.